# Alvin Bennett
Alvin Jamier Bennett Freckleton (Limón, Costa Rica, 12 de noviembre de 1994), conocido deportivamente como Alvin Bennett (AFI: 'alβim benne'tt), es un futbolista costarricense que juega de defensa en el Limón Black Star de la Segunda División de Costa Rica.
Comenzó su carrera en las categorías inferiores de Limón y debutó con 17 años tras ser promocionado al primer equipo. En febrero de 2016 fue cedido en condición de préstamo al Guria Lanchkhuti de Georgia, club en que disputó un total de 9 partidos. Regresó al conjunto limonense pocos meses después y se ha consolidado como jugador clave en la demarcación de defensa.

## Trayectoria

### Limón F.C.
Alvin ingresó durante su niñez en las categorías inferiores de Limón Fútbol Club. Fue pasando por diferentes escalafones y haciendo bastantes méritos en conseguir ascensos de acuerdo a su edad. En todo este proceso de crecimiento y aprendizaje, Alvin Bennett demostró una gran adaptación a diferentes posiciones en el campo como defensa y lateral.
Debutó con el primer equipo limonense el 26 de julio de 2012, como titular del entrenador Luis Fernando Fallas en el empate de visita 1-1 contra Carmelita, por la primera fecha del Campeonato de Invierno 2012. Además, en este juego asistió a su compañero Louie Carr para el gol. Su regularidad lo llevó a tener catorce presencias durante el torneo y su club logró el pase a las semifinales en el cuarto sitio de la tabla. Sin embargo, en esta serie, su conjunto perdió la ida 0-1 ante Alajuelense en el Estadio Nacional, mientras que la vuelta en el Estadio Morera Soto fue igualada sin anotaciones, por lo que quedó eliminado.
En su segunda competencia, del Campeonato de Verano 2013, Bennett perdería protagonismo al obtener nueve apariciones y numerosas oportunidades sin ser convocado. Su club acabó en el undécimo lugar de la tabla con 21 puntos.
Para el Campeonato de Invierno 2013, el futbolista formó el centro de la defensa junto a Luis Carlos Artavia y fue considerado uno de los más constantes de la plantilla, teniendo 21 participaciones de 22 jornadas. Por otro lado, los limonenses finalizaron en el penúltimo puesto de la clasificación.
Manteniendo su solvencia como defensor, en el Campeonato de Verano 2014 actuó en diecinueve compromisos, su conjunto quedó undécimo de la tabla general de la temporada, un puesto arriba del descendido Puntarenas, por lo que mantuvo la máxima categoría en el balompié costarricense.
Durante la temporada 2014-15, dividida en los campeonatos de Invierno 2014 y Verano 2015, fue un miembro regular en el equipo, con trece y doce apariciones en las dos competencias respectivamente.
El 1 de noviembre de 2015, marcó su primer gol vistiendo la camiseta limonense, en el empate a dos tantos contra el Santos de Guápiles, por la jornada 18 del Campeonato de Invierno desarrollada en el Estadio Juan Gobán. Su equipo avanzó a las semifinales como cuarto de la tabla de posiciones, después de tres años sin llegar a estas instancias. El 13 de diciembre fue la ida de local ante Alajuelense, donde el empate prevaleció al término de los 90 minutos. La vuelta tuvo lugar tres días después en el Estadio Morera Soto, cuyo resultado terminó en pérdida de 3-0. Estadísticamente tuvo 21 apariciones.
Habiendo disputado cinco encuentros del Campeonato de Verano 2016 en su mayoría como titular, el 4 de febrero se llegó a un acuerdo entre la dirigencia de Limón y el Guria Lanchkhuti de Georgia para la cesión del jugador por un año.

### F.C. Guria Lanchkhuti
Alvin llega con condición de préstamo de Limón al club FC Guria Lanchkhuti, equipo que milita la máxima categoría de Georgia. Su primera participación en el fútbol internacional la tuvo en el once inicial, el 19 de febrero ante el Sioni Bolnisi en el Tamaz Stepania Stadium, bajo la dirección técnica del ruso Viktor Demidov. En esa oportunidad completó la totalidad de los minutos y recibió tarjeta amarilla, mientras que el marcador culminó igualado 1-1. En total logró nueve presencias, y a falta de cinco jornadas del cierre de la temporada 2015-16 de la Umaglesi Liga en mayo, quedó descartado para seguir en el equipo y por lo tanto regresó a Limón, dueño de su ficha.

### Limón F.C.
El jugador esperó hasta la undécima fecha del Campeonato de Invierno 2016 para volver a participar con el club que le debutó profesionalmente. En el partido contra Belén efectuado el 11 de septiembre en el Estadio Rosabal Cordero, Alvin entró de cambio por Yostin Salinas al minuto 71' en la victoria 0-1. El 9 de octubre salió expulsado por doble acumulación de tarjetas amarillas, en la derrota con cifras de goleada 6-1 ante el Deportivo Saprissa. Al término de la fase de clasificación, su conjunto quedó en el sexto puesto de la tabla con 31 puntos. Por otra parte, Bennett vio acción en once juegos.
El 21 de enero, en la cuarta jornada del Campeonato de Verano 2017, el defensa marcó el segundo gol de su carrera en el triunfo de 4-1 sobre Municipal Liberia. Los limonenses fueron la novedad en este torneo por el buen rendimiento mostrado durante cada partido, siendo líderes en tramos de la competencia. En la tabla de posiciones, su grupo clasificó a la cuadrangular como tercero con 37 puntos.

### Santos de Guápiles
El 1 de enero de 2020 se hace oficial el contrato con el club Santos de Guápiles

## Clubes
| Club                  | País       | Año         |
| --------------------- | ---------- | ----------- |
| Limón F.C.            | Costa Rica | 2012 - 2016 |
| F.C. Guria Lanchkhuti | Georgia    | 2016        |
| Santos de Guápiles    | Costa Rica | 2020 - 2023 |
| Limón Black Star      | Costa Rica | 2024 - Act  |